# Johannesburg Challenger 1988
Il Johannesburg Challenger 1988 è stato un torneo di tennis facente parte della categoria ATP Challenger Series nell'ambito dell'ATP Challenger Series 1988. Il torneo si è giocato a Johannesburg in Sudafrica dal 18 al 24 luglio 1988 su campi in cemento.

## Vincitori

### Singolare
Neil Broad ha battuto in finale  Piet Norval con il punteggio di 3–6, 6–4, 6–4

### Doppio
Mike De Palmer /  Gary Donnelly hanno battuto in finale  Warren Green /  Piet Norval con il punteggio di 7–6, 7–6